# Asplenium leucostegioides
Asplenium leucostegioides är en svartbräkenväxtart som beskrevs av Bak. Asplenium leucostegioides ingår i släktet Asplenium och familjen Aspleniaceae. Inga underarter finns listade.